# Alloclubionoides napolovi
Alloclubionoides napolovi är en spindelart som först beskrevs av S. V. Ovtchinnikov 1999.  Alloclubionoides napolovi ingår i släktet Alloclubionoides och familjen mörkerspindlar. Inga underarter finns listade i Catalogue of Life.